# Yetta (inslagkrater)
Yetta is een inslagkrater op de planeet Venus. Yetta werd in 1997 genoemd naar Henrietta, een Duitse meisjesnaam.
De krater heeft een diameter van 9 kilometer en bevindt zich in het quadrangle Pandrosos Dorsa (V-5).